# Pradelle
Pradelle é uma comuna francesa na região administrativa de Auvérnia-Ródano-Alpes, no departamento de Drôme. Estende-se por uma área de 12,92 km². Em 2010 a comuna tinha 18 habitantes (densidade: 1,4 hab./km²).